# Savannah (Schiff, 1843)
Die Savannah war eine Fregatte der United States Navy, welche von 1843 bis 1862 im Dienst stand. Das Schiff war bereits im Juli des Jahres 1820 auf der New York Naval Shipyard in New York City auf Kiel gelegt worden. Infolge von Etat- und Kostenstreitigkeiten blieb die unfertige Savannah, die als zweites Schiff in der Geschichte der US-Marine diesen Namen trug, jedoch bis 1841 auf der Helling liegen. Grund hierfür war auch der Sachverhalt, dass die Savannah offiziell und nominell nur als 44-Kanonen-Schiff ausgewiesen worden war, indessen jedoch 54 Geschütze führte, was eine Kostensteigerung nach sich gezogen hatte. Erst 1841 wurde die Erlaubnis erteilt, die Fregatte zu vollenden. Nach dem Stapellauf am 5. Mai oder am 24. Mai 1842 (die Angaben hierzu sind widersprüchlich) erfolgte am 15. Oktober 1843 die Indienststellung. Erster Kommandant der Savannah war Captain Andrew Fitzhugh.

## Einsatzzeit
Nach der Indienstnahme verlegte die Savannah nach dem Pazifik, wobei im Dezember 1843 Kap Hoorn umsegelt wurde, und schloss sich dort ab Frühjahr 1844 der sogenannten Pacific Squadron der US-Marine an. Im Juli 1846 beteiligte sich die Fregatte, im Kontext des Mexikanisch-Amerikanischen Krieges und gemeinsam mit der Fregatte United States, an der Besetzung von Monterey, wurde dabei allerdings nicht in Kämpfe verwickelt.
Nach einer Werftliegezeit in New York 1847/48, diente die Savannah von 1849 bis 1852 als Flaggschiff der Pacific Squadron (wobei Kap Hoorn infolge der Verlegungsfahrten zwei weitere Male umsegelt werden musste). Die Savannah zeigte dabei sehr gute Segeleigenschaften und galt zu jener Zeit als eines der seetüchtigsten Schiffe der US-Marine. Zwischen 1852 und 1855 befand sich das Schiff zeitweilig auf Station vor der Küste von Brasilien.
Ab etwa Mitte der 1850er Jahre setzte sich bei der United States Navy die Ansicht durch, dass die vergleichsweise stark bewaffneten und sowohl im Bau als auch im Unterhalt sehr teuren Groß-Fregatten (offiziell als „heavy frigates“ bezeichnet) nicht mehr zeitgemäß seien. Die Savannah wurde infolgedessen 1857 zu einer sogenannten Sloop-of-war umklassifiziert und umgerüstet. Unter anderem wurde die Anzahl der Kanonen auf 24 reduziert (22 32-Pfünder-Geschütze im Batteriedeck und zwei drehbare 10-Zoll-Dahlgrenkanonen auf dem Oberdeck).
Bis 1860 diente die Savannah im Golf von Mexiko und in der Karibik als Patrouillenschiff. Hierbei kämpfte sie am 6. März 1860, gemeinsam mit dem bewaffneten Schoner Saratoga und zwei weiteren Schiffen, vor der Küste bei Veracruz die beiden Schiffe Marquis of Havana und General Miramon des meuternden mexikanischen Konteradmirals Thomas M. Marin, der von der mexikanischen Regierung zuvor zum Piraten erklärt worden war, nieder (Schlacht von Antón Lizardo). Eines der Schiffe der Meuterer lief auf Grund, das zweite wurde gekapert. Die Savannah blieb unbeschädigt.
Nach Ausbruch des Sezessionskriegs 1861 wurde die Savannah von der Marine der Nordstaaten als Patrouillen- und Wachschiff vor der Küste von Georgia eingesetzt. Dabei gelangen dem Schiff im Winter 1861/62 zwei Erfolge, als es die beiden konföderierten Blockadebrecher E. J. Waterman und Cheshire, beidesmals kleinere Segler, aufbringen konnte. Am 24. November 1861 beteiligte sich die Savannah, als Teil eines aus 13 Schiffen bestehenden Geschwaders unter Kommodore Samuel Francis Du Pont, ferner an der Eroberung von Tybee Island und blockierte danach zeitweilig die Mündung des Savannah River.

## Verbleib
Am 11. Februar 1862 wurde die Savannah schließlich offiziell außer Dienst gestellt; das Schiff wurde jedoch noch bis 1870 von der United States Naval Academy als Trainings- und Übungsschiff genutzt. Nach 1870 auf der Werft der Marinebasis Norfolk aufgelegt, wurde die ehemalige Fregatte 1883 an das in Connecticut sitzende Unternehmen E. Stannard & Company verkauft. Über das weitere Schicksal des Schiffes gibt es keine genauen Informationen, möglicherweise wurde es aber noch bis 1891 als Kohlenlager genutzt (?).